# 榿木站
[榿] 错误：{{Lang}}：無法辨識語言標籤 ㄑㄧ（帮助）木（羅馬化：Olkhovaya）是一個莫斯科地鐵車站，位於索科利尼基線上。已在2019年6月21日連同該線其他車站一同啟用。